# インラック・シナワット
- インラック・シナワット
- インラック・チナワット
- インラック・シナワトラ

インラック・シナワット（タイ語: ยิ่งลักษณ์ ชินวัตร, ラテン文字転写: Yingluck Shinawatra, /ʒîŋɾɐ́k̚ ʃīnnɐʋɐ́t̚/、1967年6月21日 - ）は、タイ王国の政治家。第36代首相。タイ史上初の女性の首相。日本ではインラック・チナワットまたはインラック・シナワトラと表記される場合もある。客家系華人であり中国名は丘英楽。

## 経歴
シナワット家当主で元下院議員のルート・シナワットの娘としてサンカムペーンにて1967年6月21日に出生。
チェンマイ大学政治学部卒業後、アメリカ合衆国に留学し教育を受け、ケンタッキー州立大学にて行政学修士を取得した。帰国後にチナワット一族同族企業のチナワット・ダイレクトリー社に入社する。その後、アドバンスト・インフォ・サービスの社長やマンチェスター・シティFCの専務取締役などを務めた。
名門のシナワット家の出身であり、経営者としての経験をかわれ、2011年7月3日に施行されたタイ王国国民議会の人民代表院総選挙にて、タイ貢献党首相候補として選挙戦を戦った。タイ貢献党は選挙前より79議席も増やして500議席中265議席を獲得、過半数を制して勝利し、他の5つの党との連立で300議席という安定政権を作ることにも成功した。8月5日に下院で第36代タイ王国首相に選出され、8日に正式就任した。
ところが、政権下で行われた国家安全保障会議事務局長の人事問題についてタイ憲法裁判所が「インラックおよび関係閣僚が憲法に違反して縁者登用（不当介入）した」と2014年5月7日に認定しインラック首相は失職した。
憲法裁判所が下院総選挙無効の判決を下して政治混乱が収束しないタイで、軍事クーデターが起きて5月22日から5月25日まで軍が身柄を拘束し「コメの買い上げ制度に関し、首相在任中に国に多額の損失を与えた」として職務怠慢容疑で暫定議会が2015年1月23日に弾劾議案が可決され、公民権を5年間停止された。判決が下される予定の2017年8月25日公判を「病気」として欠席。病気であることを証明する診断書を法廷に提出しなかったので「逃亡の恐れあり」と判断した最高裁はインラック前首相の逮捕状を発行し、判決言い渡しを9月27日に延期した。この時点でインラックはカンボジア経由でアラブ首長国連邦のドバイに逃亡した模様である。2017年9月27日、最高裁は禁固5年の実刑判決を下した。また、既にドバイを離れイギリスに渡り、イギリスに亡命を求めているという報道もある。同年10月31日、タイ政府はインラック前首相が所持している公用、個人用の旅券を無効にする処分を行った。
兄タクシンはタイに帰国したものの、彼女は不逮捕で扱われるとの目途が立っていないためか、2024年8月現在いまだタイに帰国していない。

## 人物
兄はタイ第31代首相のタクシン・シナワットで、義兄であるソムチャーイ・ウォンサワットは第34代首相という政治一家に育つ。
趣味は水泳と音楽鑑賞。
タイ初の女性首相として積極的に内政に携わり、国民融和や貧困対策を推進し、国家の安定に貢献した。また、2011年のタイ大洪水の際には洪水対策の陣頭指揮に当たり、バンコク中心部の浸水防止を担った。
2011年の就任時は「兄の操り人形」と皮肉られ、直後の洪水危機への対応では後手に回ったとの批判も浴びた。しかし経済の好調もあり、支持率は高い水準を維持した。政権運営にも慣れ、ソフトさと安定した手腕で評価を高めつつあったが、国家安全保障会議事務局長の人事問題に不当介入したとされ、首相を解任された。
女性の社会進出が進むタイで「女性が収入を得ることは、国の経済と家計に重要な意味があり、男性にも良い影響を与える」と自負し、息子の面倒を見ながら首相の激務をこなした。